# Olleros (Carballedo)
Olleros (llamada oficialmente San Miguel de Oleiros) es una parroquia y una aldea española del municipio de Carballedo, en la provincia de Lugo, Galicia.

## Toponimia
El topónimo hace referencia a que debió haber "olleros", "fabricantes de ollas", latín ollas. El Padre Sarmiento apuntaba a enterramientos antiguos.

## Organización territorial
La parroquia está formada por veintiún entidades de población, constando trece de ellas en el nomenclátor del Instituto Nacional de Estadística español:

### Entidades de población
Entidades de población que forman parte de la parroquia:
- A Costa
- A Granxa
- A Laxiña
- Ambasmestas
- A Ribeiriña
- As Gándaras
- A Touza
- A Uz
- Carcacía
- Cas de Moure
- Fontao[5] (O Fontao)
- Lama
- Oleiros
- Porrás*
- Porrás de Abaixo
- Porrás de Arriba
- San Miguel
- Sergudiño
- Soutelo
- Xibiriz

### Despoblados
Despoblados que forman parte de la parroquia:
- A Pena
- Bacelares

## Demografía

### Parroquia
| Gráfica de evolución demográfica de Olleros (parroquia) entre 2000 y 2020 |
|                                                                           |
| Datos según el nomenclátor publicado por el INE.                          |

### Aldea
| Gráfica de evolución demográfica de Oleiros (aldea) entre 2000 y 2019 |
|                                                                       |
| Datos según el nomenclátor publicado por el INE.                      |

## Patrimonio
La iglesia parroquial de San Miguel de Oleiros pertenece a la segunda mitad del siglo XII, es de estilo románico. En el 1205, Alfonso IX, hace donación de esta iglesia con sus cotos.
La Capilla de A Granxa de Oleiros es del siglo XIX. El obispo de Lugo D. Murúa el 4 de abril de 1902 funda la Capellanía del Sagrado Corazón en A Granxa.
El Padre Nicanor Rielo Carballo estudió a fondo esta parroquia que era mayoritariamente ribeira, nombre que se le da a las venías de muras o socalcos en la Ribeira Sacra.

## Oleiros en la cultura popular
Oleiros tenche a sona,
de bon viño e augardente, 
de rapazas bonitiñas, 
e de homes moi valentes

Se che peguntan de quen es,
responde con arrogancia:
son de San Miguel de Oleiros, 
a terriña da vagancia